# Кувуклия
 Тази статия е за селото в Сервийско.  За селото в Сярско вижте Джами махала (дем Сяр).  
Кувуклия, още Биджели или Бейджали (на гръцки: Κουβούκλια, до 1927 година: Μπιτζελή, Бидзели), е село в Република Гърция, част от дем Сервия в област Западна Македония.

## География
Кувуклия е разположено на 395 m надморска височина, близо до левия бряг на Бистрица (Алиакмонас), югоизточно от Кожани и северозападно от Сервия.

## История

### В Османската империя
Населението на селото в XIX век е турци коняри.
Според статистика на Серфидженския санджак на гръцкото консулство в Еласона от 1904 година в Бейджали (Μεϊτζαλή), Кожанска каза, живеят 225 турци.

### В Гърция
През октомври 1912 година, по време на Балканската война, в селото влизат гръцки части и след Междусъюзническата война в 1913 година Бейджали остава в Гърция. В 20-те години мюсюлманското население на селото е изселено в Турция по силата на Лозанския договор и на негово място са заселени гърци бежанци от Турция. В 1928 година то е представено като изцяло гръцко бежанско село с 31 семейства и 138 жители. Прекръстено е Кувуклия на паланката Кувуклия, разположена на 15 километра западно от Бурса.
Традиционно населението се занимава с отглеждане предимно на картофи и жито и се занимава и със скотовъдство.
| Година    | 1913 | 1920 | 1928 | 1940 | 1951 | 1961 | 1971 | 1981 | 1991 | 2001 | 2011 | 2021 |
| --------- | ---- | ---- | ---- | ---- | ---- | ---- | ---- | ---- | ---- | ---- | ---- | ---- |
| Население | 211  | 179  | 128  | 137  | 117  | 105  | 53   | 55   | 53   | 34   | 27   | 19   |